# Sterling Morrison
Holmes Sterling Morrison, Jr. (East Meadow, 29 augustus 1942 – Poughkeepsie, 30 augustus 1995) was een Amerikaans muzikant. Hij was vooral bekend als gitarist van The Velvet Underground.

## Biografie
Morrison ontmoette Lou Reed op de Universiteit van Syracuse, en in 1965 richtten zij met John Cale en Maureen Tucker The Velvet Underground op. Zowel Morrison als Reed speelden gitaar, maar maakten geen onderscheid in lead- en slaggitaar. De gitaarpartijen van Morrison waren over het algemeen meer gepolijst in vergelijking met de jengelende improvisaties van Reed. Nadat Cale en Reed de groep vanwege onenigheden hadden verlaten, hield Morrison het in 1971 ook voor gezien en vond hij werk als sleepbootkapitein. Vanaf eind jaren 80 trad Morrison weer op als muzikant, eerst bij de band van Maureen Tucker en later met de herenigde Velvet Underground.
Morrison overleed een dag na zijn 53e verjaardag aan non-hodgkinlymfoom. Ter gelegenheid van hun inwijding in de Rock and Roll Hall of Fame in 1996 speelden Reed, Cale en Tucker een eerbetoon aan Morrison genaamd "Last Night I Said Goodbye To My Friend", eveneens het laatste optreden van The Velvet Underground.
- Bibliothèque nationale de France: cb14051832t (data)
- Gemeinsame Normdatei: 1146427859
- International Standard Name Identifier: 0000 0001 2102 3146
- Library of Congress Control Number: n89669163
- MusicBrainz: af1b9cbb-bba5-4601-b4e3-9b06617ace21
- Nationale Bibliotheek van Tsjechië: xx0051750
- Système universitaire de documentation: 147220262
- Virtual International Authority File: 73006714
- WorldCat: E39PBJtCBFPqdmJjPdFX6CwHmd